# Strefa strike’ów

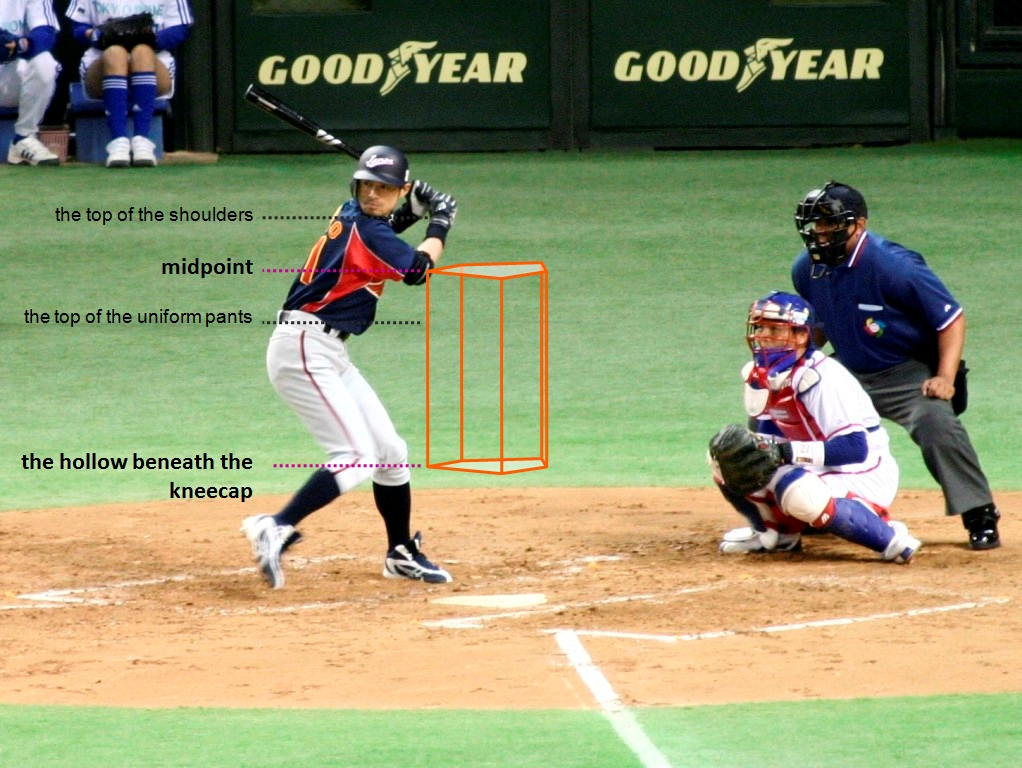
Grafika przedstawiająca strefę strike’ów.

Strefa strike’ów – w baseballu przestrzeń nad bazą domową, którą wyznacza jej szerokość (42,5 cm), górną i dolną granicę stanowią klatka piersiowa i kolana pałkarza. Jeśli miotacz narzuci w nią piłkę, a pałkarz nie odbije jej lub wykona nieudany zamach, wówczas sędzia, stojący tuż za łapaczem, ogłasza strike. Jeśli miotacz  narzuci piłkę poza strefę strike’ów, a pałkarz nie wykona zamachu, sędzia ogłasza ball. Po narzuceniu czterech balli przed narzuceniem trzech strike’ów, pałkarz dostaje bazę za darmo.